# Apechoneura brevita
Apechoneura brevita är en stekelart som beskrevs av Ian D. Gauld 2000. Apechoneura brevita ingår i släktet Apechoneura och familjen brokparasitsteklar. Inga underarter finns listade i Catalogue of Life.